# Liên hoan phim quốc tế Hawaii
Liên hoan phim quốc tế Hawaii (tên gốc tiếng Anh: Hawai‘i International Film Festival, viết tắt: HIFF) là một liên hoan phim được tổ chức hàng năm tại tiểu bang Hawaii của Hoa Kỳ. Liên hoan phim quốc tế Hawaii tập trung vào điện ảnh, giáo dục và các tác phẩm của các nhà làm phim mới của Châu Á – Thái Bình Dương.
Sự kiện liên hoan phim chính của HIFF được tổ chức hàng năm tại Honolulu vào tháng 11, với các buổi công chiếu và sự kiện bổ sung được tổ chức trên các đảo Oahu, Hawaii, Kauai và Maui của quần đảo Hawaii. Liên hoan phim cũng tổ chức một sự kiện trình chiếu mùa xuân mang tên Spring Showcase với quy mô nhỏ hơn vào tháng 3, đồng thời tổ chức các sự kiện thuộc chủ đề giáo dục và điện ảnh trong suốt cả năm. Năm 2018, Liên hoan phim quốc tế Hawaii đã chào đón hơn 44.000 người tham dự.

## Lịch sử
HIFF được Jeannette Paulson Hereniko thành lập vào năm 1981 dưới tư cách là một dự án của Trung tâm Đông–Tây đặt tại khuôn viên trường Đại học Hawai'i Manoa ở Honolulu. Nhờ mối liên kết với trường Đại học này, HIFF nổi tiếng với các cuộc hội thảo và những buổi chia sẻ học thuật miễn phí trong những năm đầu thành lập. Mối quan hệ giữa HIFF và Trung tâm Đông Tây kết thúc vào năm 1994. Nhà phê bình điện ảnh Roger Ebert có mối quan hệ thân thiết với liên hoan phim và thường xuyên tham dự các sự kiện này trước khi ông qua đời vào năm 2013.
Một số phim điện ảnh được công chiếu tại liên hoan phim có thể kể đến A Leading Man, Once Were Warriors, The Piano, Shine, Shall We Dance?, Y Tu Mama Tambien và Ngọa hổ tàng long. Năm 2018, HIFF ra mắt chương trình thực tế ảo, tập trung vào chủ đề châu Á – Thái Bình Dương. HIFF đã kỷ niệm sự kiện lần thứ 40 vào năm 2020 trong đại dịch COVID-19 qua hình thức phát trực tuyến và rạp phim ỡ bãi đỗ xe cùng một số lượng ít các suất chiếu trực tiếp theo kiểu truyền thống thông thường.

## Giải thưởng
HIFF hàng năm trao một loạt giải thưởng cho các nhà làm phim đã thành danh và mới nổi, được công bố tại đêm gala trao giải tại khách sạn Halekulani. Ngoài phần dự thi chính, liên hoan phim còn tôn vinh các nhà làm phim có thành tích và đóng góp đặc biệt cho nền văn hóa điện ảnh.